# Coleophora latronella
Coleophora latronella é uma espécie de mariposa do gênero Coleophora pertencente à família Coleophoridae.